# عبد الطيب زكي الدين الثاني
سيدنا عبد الطيب زكي الدين الثاني (تُوفي في 12 ذي القعدة 1110 هـ/1692 م، جام نجر، بالهند) كان الداعي المطلق الخامس والثلاثين من البهرة الداوديين. خلف الداعي سيدنا الرابع والثلاثين إسماعيل بدر الدين الأول في المنصب الديني. أصبح سيدنا زكي الدين الداعي المطلق عام 1085 هـ/1676 م. فترة دعوته كانت 1085 – 1110 هـ / 1676 – 1692 م. وهو من نسل مولايا بهارمال.

## الحياة
وُلِد سيدنا عبد الطيب عام 1038 هـ في عهد الداعي التاسع والعشرين سيدنا عبد الطيب زكي الدين الأول. تلقى تعليمه الابتدائي على يد جده مولانا راج بن مولانا آدم. ثم تلقى تعليمه العالي على يد مُعلِّم، ثم في مدرسة دينية. حفظ القرآن الكريم كاملاً. وقد نصّ عليه والده سيدنا الرابع والثلاثين إسماعيل بدر الدين الأول وهو في الثامنة والعشرين من عمره.
كان سيدنا عبد الطيب في السابعة والأربعين من عمره عندما تولى منصب الداعي عام 1676 م، واتخذ من جام نجر مركزًا إداريًا له. زار أحمد آباد عام 1090 هـ لإطلاق عدة برامج نهضوية دينية واقتصادية واجتماعية.

## الخلافة
ولّى الخلافة لابنه سيدنا موسى كليم الدين سنة 1091هـ.

## الوفاة
توفي سيدنا زكي الدين عن عمر يناهز 63 عامًا بسبب اعتلال صحته. دُفن في مزار بدري في جام نجر، بالهند.

## قراءة إضافية
- الإسماعيلية تاريخها وعقيدتها تأليف فرهاد دفتري (فصل -الإسماعيلية المستعلية-ص 113). 300-310)
- عيون الأخبار هو النص الأكثر اكتمالاً الذي كتبه الداعي الإسماعيلي/الطيبي/الداوودي التاسع عشر السيد إدريس بن حسن عن تاريخ الجماعة الإسماعيلية من أصولها حتى القرن الثاني عشر الميلادي في عهد الخلفاء الفاطميين المستنصر (ت. 487/1094)، وعصر الحكام المستعليين بما في ذلك المستعلي (ت. 495/1101) والأمير (ت. 524/1130)، ثم الجماعة الإسماعيلية الطيبية في اليمن.

| ألقاب شيعيَّة                                                        | ألقاب شيعيَّة                                                    | ألقاب شيعيَّة          |
| ------------------------------------------------------------------ | -------------------------------------------------------------- | -------------------- |
| عبد الطيب زكي الدين الثاني الداعي المطلقولد: 1038 هـ توفي: 1110 هـ |                                                                |                      |
| سبقه إسماعيل بدر الدين الأول                                       | الداعي المطلق الخامس والثلاثون (35) 1085–1110 هـ/ 1676–1692 م. | تبعه موسى كليم الدين |